# رود ورزاب
رود ورزاب (به لاتین: Varzob) یک رود در تاجیکستان است که در ورزاب واقع شده‌است.